# ارنستو ویدال
ارنستو ویدال (انگلیسی: Ernesto Vidal; ۱۵ نوامبر ۱۹۲۱ – ۲۰ فوریهٔ ۱۹۷۴) بازیکن فوتبال اهل اروگوئه بود.
از باشگاه‌هایی که در آن بازی کرده‌است می‌توان به باشگاه فوتبال پنیارول، باشگاه فوتبال فیورنتینا و باشگاه فوتبال روساریو سنترال اشاره کرد. وی به‌همراه تیم ملی فوتبال اروگوئه قهرمان جام جهانی فوتبال ۱۹۵۰ شده است.